# Bill Whittington
Bill Whittington, właśc. William Marvin Whittington (ur. 11 września 1949 w Lubbock, zm. 23 kwietnia 2021 w Winslow) – amerykański kierowca wyścigowy.

## Życiorys
Rozpoczął karierę w międzynarodowych wyścigach samochodowych w 1978 roku od startów w klasie GTU IMSA Camel GT Challenge. Z dorobkiem 108 punktów uplasował się tam na drugiej pozycji w klasyfikacji generalnej. W późniejszych latach Amerykanin pojawiał się także w stawce Lumbermens 500 North American Sports Car Championship, Champ Car, World Sportscar Championship, World Challenge for Endurance Drivers, USAC National Championship, 24-godzinnego wyścigu Le Mans, World Championship for Drivers and Makes, FIA World Endurance Championship, USAC Gold Crown Championship, IMSA Camel GT Championship, IMSA Camel GTP Championship oraz Indianapolis 500.